# Belantaraya
Belantaraya is een bestuurslaag in het regentschap Indragiri Hilir van de provincie Riau, Indonesië. Belantaraya telt 7473 inwoners (volkstelling 2010).